# Gouvernement de Nouvelle-Russie
Pour les articles homonymes, voir Nouvelle Russie.
1764–1802
Entités précédentes :
- Sitch zaporogue

Entités suivantes :
- Gouvernement de Iekaterinoslav
- Gouvernement de Nikolaïev
- Gouvernement de Tauride

Le gouvernement de Nouvelle-Russie (en russe : Новороссийская губерния, Novorossiïskaïa goubernia) est une division territoriale de l'Empire russe. Créée en 1764, elle fut supprimée en 1802. Son centre administratif était la ville de Krementchoug puis Novorossiïsk (aujourd'hui Dnipro).

## Histoire
En 1752, les premiers établissements militaro-agricoles de Serbes et de Hongrois autrichiens, menés par le colonel Ivan Horvath sont formés, avec la permission du souverain russe, sur les terres des champs sauvages.

### 1764-1783
Le gouvernement de Nouvelle Russie, en tant qu'unité administrative, territoriale et militaire, a été créée par le décret suprême, daté du 22 mars 1764, de Catherine la Grande, pour protéger l'État russe des agressions (raids) tatares sur les terres de Slavo-Serbie. Le premier gouverneur de Nouvelle Russie était le lieutenant-général Alexeï Petrovitch Melgounov. C'est sous son commandement que les travaux d'arpentage ont commencé dans la province. L'ensemble des terres de l'ancienne nouvelle Serbie est attribué à des "hommes de tous rangs", soumis au service militaire ou à l'enregistrement en tant que paysans. Les terres ont été attribuées à 8 régiments de colons locaux : Les hussards noirs et jaunes, les lanciers d'Elizavetgrad, les hussards de Bakhmout et de Samara, ainsi que les régiments de lanciers du Dniepr, de Lougansk et de Donetsk (sur la rive gauche du Dniepr). Plus tard, sur la base de cette division régimentaire établie, une division de district a été introduite.
13 sotnias du régiment de Poltava et deux du régiment de Mirgorod de l'armée zaporogues rejoignent le gouvernement dont le centre administratif est la ville de Krementchoug. Le gouvernement est divisé en trois provinces : Iekaterininskaïa, Elizavetgrad et Bakhmout.
En 1775, la province de Bakhmout est transférée au gouvernement d'Azov, tandis que la partie occidentale des terres de la sitch zaporogue (toutes les terres à l'ouest du fleuve Dniepr), liquidées par le manifeste de Catherine II, est annexée au gouvernement de Nouvelle Russie. En 1777, le gouvernement de Nouvelle Russie reçoit la province de Kherson.
Au cours de la réforme administrative et territoriale de 1783, le territoire du gouvernement devient le namestnitchestvo de Iekaterinoslav.

### 1796-1802
Le gouvernement de Nouvelle Russie est reformé par Paul Ier à partir du territoire des anciennes vice-royauté (namestnitchestvo) de Iekaterinoslav, Voznessensk et l'oblast de Tauride.
Le centre administratif de cette province était situé à Novorossiïsk (la ville actuelle de Dnipro qui porta ce nom de 1797 à 1802). Le gouvernement était divisé en 19 ouïezds.
En 1802, le gouvernement est divisé et ses territoires répartis sur trois nouveaux gouvernements : Nikolaïev (qui devient le gouvernement de Kherson en 1803), Iekaterinoslav et Tauride.